# Tomba Tebana TT103

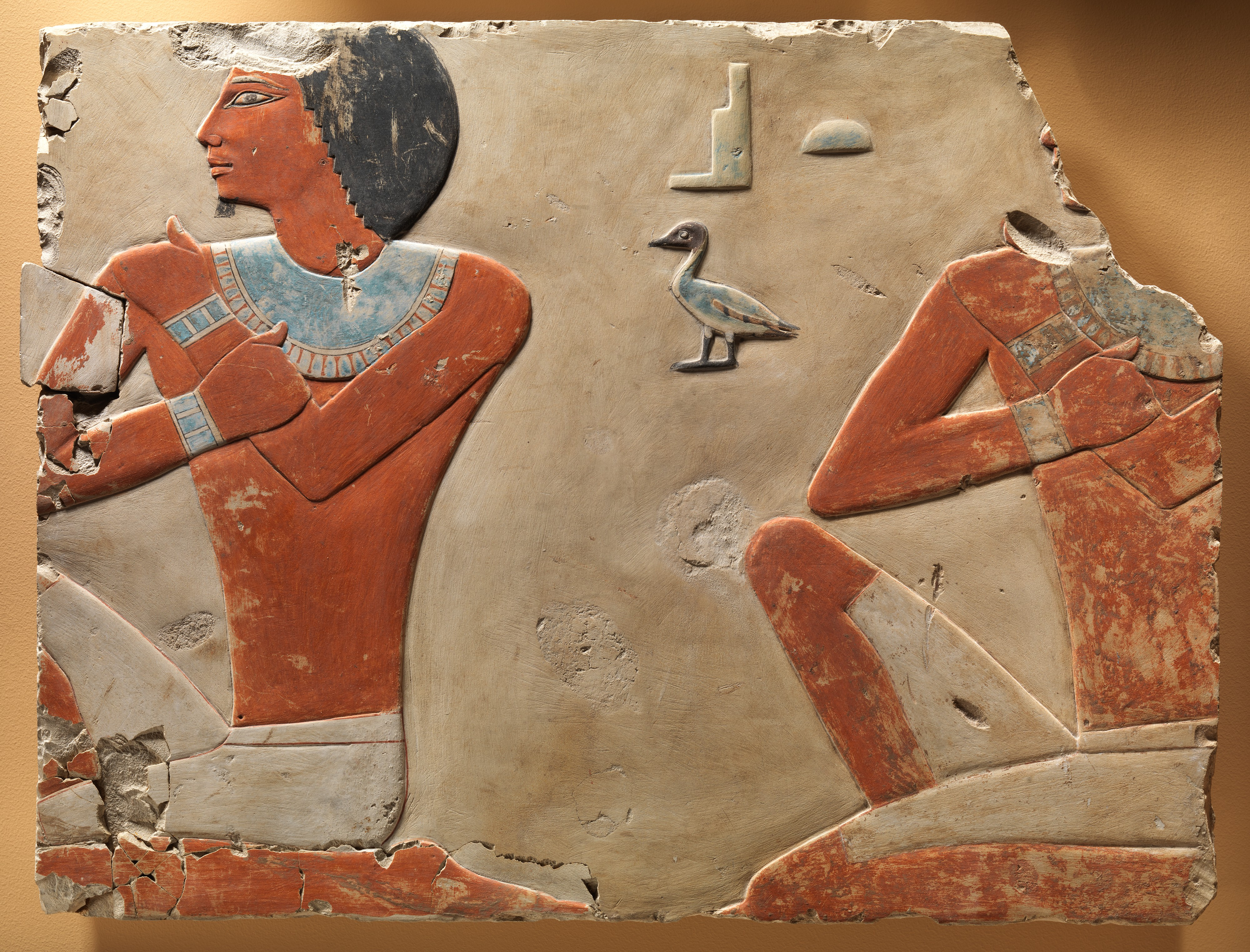
Relleu amb dos funcionaris o fills del djati Dagi (Metropolitan Museum)

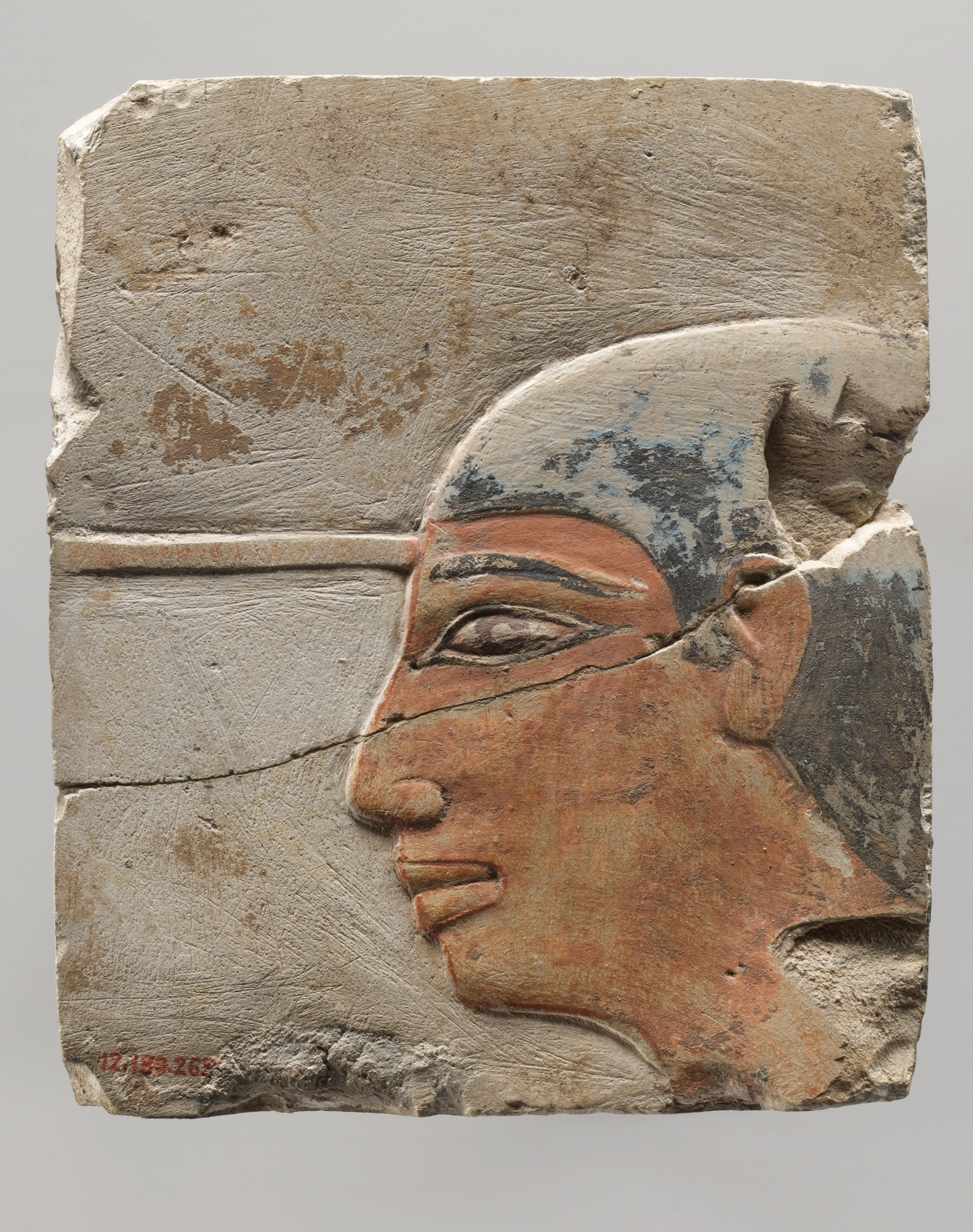
Relleu de la tomba representant el cap d'un escriba

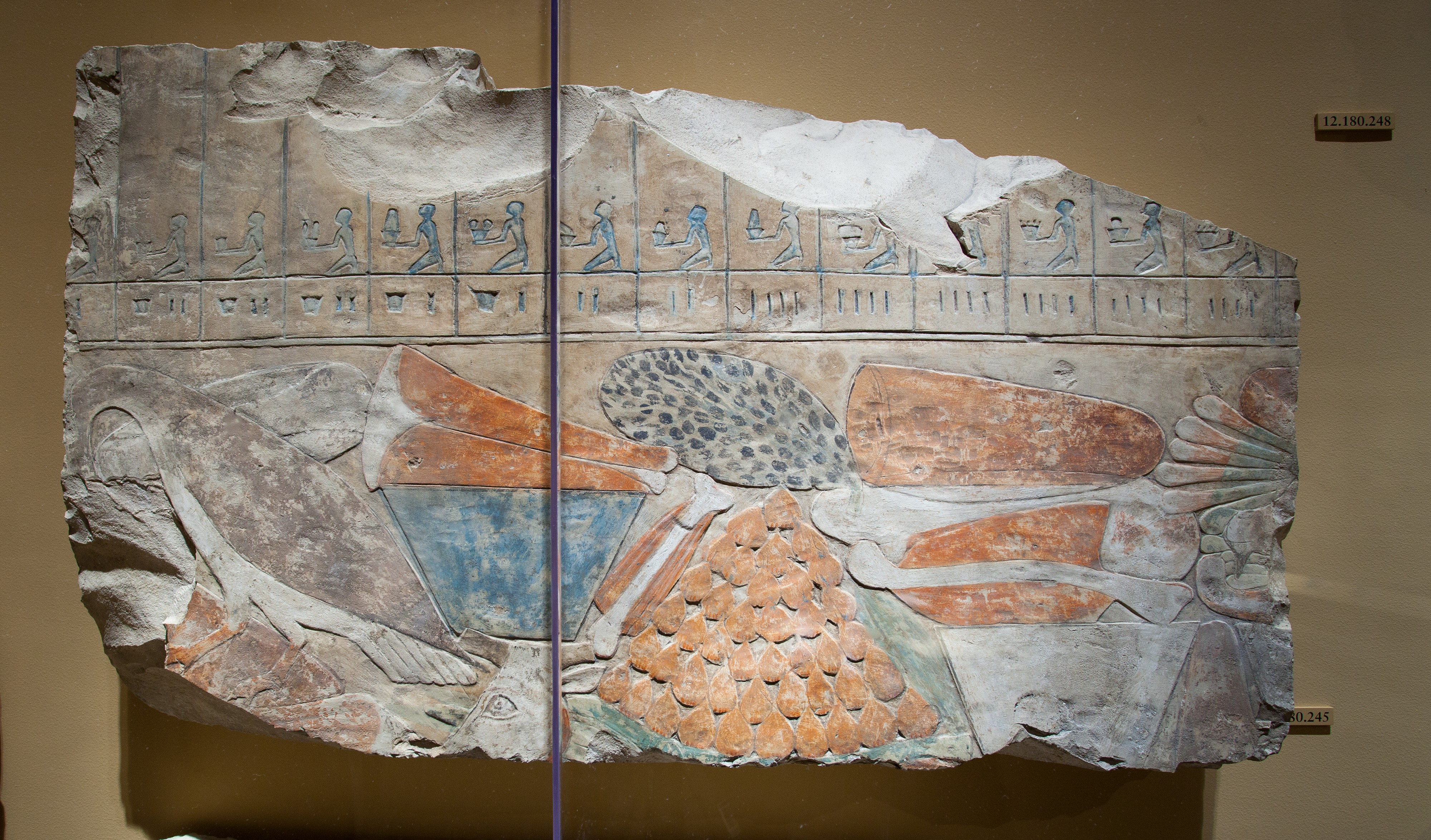
Fragment de relleu que mostra algunes ofrenes i part d'una llista d'ofrenes

La Tomba Tebana TT103 es troba a la Vall dels Nobles, a Sheikh Abd al-Gurnah, a la Necròpoli tebana, a la riba occidental del Nil, enfront de la ciutat de Luxor, a Egipte. Pertanyia al visir Dagi.
La zona, destinada a enterraments de nobles i alts funcionaris al servei de les cases governants, especialment de l'Imperi Nou, es va utilitzar com a necròpoli des de l'Imperi Antic i, més tard, fins a la dinastia XXVI i ptolemaica.

## Propietari de la tomba
La TT103 és el lloc d'enterrament de Dagi, governador de la ciutat i visir (djati) durant el regnat de Mentuhotep II (XI dinastia, entre la segona meitat del segle XXI abans de la nostra era i començaments del XX ae).
Hi ha diferents fonts documentals que fan referència a Dagi, com ara altres relleus del conjunt funerari de Mentuhotep II a Deir el-Bahari o a la seua mateixa tomba, on apareix el nom de la mare, o de l'esposa: Maetnemti.(3)

## Descripció de la tomba
La TT103, la va descobrir a mitjan anys quaranta del segle xix Karl Richard Lepsius. No fou fàcil trobar-la perquè al seu pati s'havia construït un monestir copte.
És una de les tombes més antigues de la Necròpoli tebana, ja que data de finals de la XI dinastia egípcia. Presenta un model revisat de tombes saff, a la qual més tard, probablement quan va aconseguir el càrrec de djati, se li va afegir el corredor interior, per fer-ne una tomba de corredor.
L'entrada de la tomba s'obri a un pòrtic amb pilars amb les pintures molt deteriorades; se'n pot, però, identificar (1, en el plànol inicial) escenes de verema i reg de collita; (2) el mort que ix de la tomba; (3) preparació de fibres per a teixir; (4) persones en canoes amb bestiar que passen un riu on hi ha cocodrils; (5) animals salvatges oferts al difunt i (6) el difunt (?) observant escenes de pesca i caça; (7 - 8) escenes de peregrinació a Abidos; (9) dones filant lli; (10) emmagatzematge de grans; (11) preparació de cervesa i menjar; (12) escenes d'enfornat de pa; (13) ofrenes amb el nom del mort; (14) en dues escenes, el difunt inspecciona uns portadors d'ofrenes i el difunt és amb sa mare (?) que registren els béns probablement en una balança que ja no és visible; (15) homes que porten una cadira de mans (?); (16) homes encenent focs; (17) i preparen un llit (?).
En la decoració de la tomba, Dagi apareix amb diversos títols, i en sobresurt el de djati. A la cambra funerària, la més interna de la tomba, se'n trobà el sarcòfag monolític de pedra calcària decorat (ara al Museu Egipci del Caire), en què apareix amb els títols de "supervisor de la porta" i "portador del segell reial". Aquesta seria la seua posició, segurament, abans de ser djati.